# Yang Yang (S)
Yang Yang (chinesisch 楊陽 / 杨阳, Pinyin Yáng Yáng; * 14. September 1977 in Changchun, Jilin) ist eine ehemalige chinesische Shorttrack-Eisschnellläuferin.

## Name
In der Regel taucht sie als Yang Yang (S) auf, der Zusatz (S) ist nicht Teil ihres Namens, er wird benutzt, um sie von der Shorttrack-Athletin Yang Yang (A) (* 1976) zu unterscheiden. Der Buchstabe S steht für ihren Geburtsmonat September. Im Chinesischen werden die Namen der beiden Sportlerinnen zwar gleich ausgesprochen, der zweite, persönliche Name aber mit unterschiedlichen Schriftzeichen geschrieben.

## Erfolge
Zu ihren Erfolgen gehören fünf olympische Medaillen. Bei den Winterspielen 1998 in Nagano gewann sie Silber in den Rennen über 500 sowie über 1000 Meter und mit der chinesischen 3000-Meter-Staffel. Auch 2002 bei den Winterspielen in Salt Lake City gewann sie Staffelsilber sowie eine Bronzemedaille im 1000-Meter-Rennen.